# Guy Kelly
Edgar „Guy“ Kelly (* 22. November 1906 in Scotlandville, Louisiana; † 24. Februar 1940 in Chicago, Illinois) war ein US-amerikanischer Hot-Jazz-Musiker (Trompete, Kornett, Gesang).

## Leben und Wirken
Guy Kelly begann seine Musikerkarriere in der Band des Banjospielers Toots Johnson in Baton Rouge, bevor er nach New Orleans zog, wo er 1927/28 bei Papa Celestin arbeitete. Nach Tourneen mit Kid Howard und Boyd Atkins blieb er 1930 in Chicago, wo er in den folgenden Jahren u. a. mit Cassino Simpson, Erskine Tate, Dave Peyton, Tiny Parham, Carroll Dickerson, Jimmie Noone (The Blues Jumped a Rabbit, 1936), Half Pint Jaxon und Albert Ammons spielte. Kelly wirkte im Bereich des Jazz zwischen 1928 und 1936 bei sechs Aufnahmesessions mit, außer bei den Genannten auch mit Art Tatum.

## Lexikalische Einträge
- Ian Carr, Digby Fairweather, Brian Priestley: The Rough Guide to Jazz. Rough Guides 2004 (3rd ed.). ISBN 1-84353-256-5
- Leonard Feather, Ira Gitler: The Biographical Encyclopedia of Jazz. Oxford University Press, New York 1999, ISBN 0-19-532000-X.